# Campionat paraibano

Campionat paraibano / Paraíba

El Campionat Paraibano és la competició futbolística de l'estat de Paraíba.

## Campions
Font:
Liga Parahybana de Football - no oficials
- 1908:  Parahyba FBC (1)
- 1909:  Parahyba United (1)
- 1910:  CA Parahybano (1)
- 1911:  Parahyba Sport (1)
- 1912:  Red Cross FC (1)
- 1913:  América (1)
- 1914:  Brasil (1)
- 1915:  Cabo Branco (1)
- 1916:  Brasil (2)
- 1917:  Colégio Pio X (1)
- 1918:  Cabo Branco (2)

Liga Desportiva Parahybana - era amateur
- 1919:  Palmeiras (1)
- 1920:  Cabo Branco (3)
- 1921:  Palmeiras (2)
- 1922: no es disputà[a]
- 1923:  América (2)
- 1924:  Cabo Branco (4)
- 1925:  América (3)
- 1926:  Cabo Branco (5)
- 1927:  Cabo Branco (6)
- 1928:  Palmeiras (3)
- 1929:  Cabo Branco (7)
- 1930: no finalitzà[b]
- 1931:  Cabo Branco (8)
- 1932:  Cabo Branco (9)
- 1933:  Palmeiras (4)
- 1934:  Cabo Branco (10)
- 1935:  Palmeiras (5)
- 1936:  Botafogo (1)
- 1937:  Botafogo (2)
- 1938:  Botafogo (3)
- 1939:  Auto Esporte (1)
- 1940:  Treze (1)

Federação Desportiva de Football - era amateur
- 1941:  Treze (2)
- 1942:  Astréa (1)
- 1943:  Astréa (2)
- 1944:  Botafogo (4)
- 1945:  Botafogo (5)
- 1946:  Felipéia (1)

Federação Paraibana de Futebol - era amateur
- 1947:  Botafogo (6)
- 1948:  Botafogo (7)
- 1949:  Botafogo (8)
- 1950:  Treze (3)
- 1951: no es disputà
- 1952:  Red Cross FC (2)
- 1953:  Botafogo (9)
- 1954:  Botafogo (10)
- 1955:  Botafogo (11)
- 1956:  Auto Esporte (2)
- 1957:  Botafogo (12)
- 1958:  Auto Esporte (3)
- 1959:  Estrela do Mar (1)

Federação Paraibana de Futebol - era professional
- 1960:  Campinense (1)
- 1961:  Campinense (2)
- 1962:  Campinense (3)
- 1963:  Campinense (4)
- 1964:  Campinense (5)
- 1965:  Campinense (6)
- 1966:  Treze (4)
- 1967:  Campinense (7)
- 1968:  Botafogo (13)
- 1969:  Botafogo (14)
- 1970:  Botafogo (15)
- 1971:  Campinense (8)
- 1972:  Campinense (9)
- 1973:  Campinense (10)
- 1974:  Campinense (11)
- 1975:  Botafogo (16)
    i  Treze (5)[c]
- 1976:  Botafogo (17)
- 1977:  Botafogo (18)
- 1978:  Botafogo (19)
- 1979:  Campinense (12)
- 1980:  Campinense (13)
- 1981:  Treze (6)
- 1982:  Treze (7)
- 1983:  Treze (8)
- 1984:  Botafogo (20)
- 1985: no es decidí[d]
- 1986:  Botafogo (21)
- 1987:  Auto Esporte (4)
- 1988:  Botafogo (22)
- 1989:  Treze (9)
- 1990:  Auto Esporte (5)
- 1991:  Campinense (14)
- 1992:  Auto Esporte (6)
- 1993:  Campinense (15)
- 1994:  Sousa (1)
- 1995:  Santa Cruz (1)
- 1996:  Santa Cruz (2)
- 1997:  Confiança (1)
- 1998:  Botafogo (23)
- 1999:  Botafogo (24)
- 2000:  Treze (10)
- 2001:  Treze (11)
- 2002:  Atlético Cajazeirense (1)
- 2003:  Botafogo (25)
- 2004:  Campinense (16)
- 2005:  Treze (12)
- 2006:  Treze (13)
- 2007:  Nacional de Patos (1)
- 2008:  Campinense (17)
- 2009:  Sousa (2)
- 2010:  Treze (14)
- 2011:  Treze (15)
- 2012:  Campinense (18)
- 2013:  Botafogo (26)
- 2014:  Botafogo (27)
- 2015:  Campinense (19)
- 2016:  Campinense (20)
- 2017:  Botafogo (28)
- 2018:  Botafogo (29)
- 2019:  Botafogo (30)
- 2020:  Treze (16)
- 2021:  Campinense (21)
- 2022:  Campinense (22)
- 2023:  Treze (17)
- 2024:  Sousa (3)
- 2025:  Sousa (4)

1. ↑  La lliga estatal de Paraíba va estar inactiva el 1922.
2. ↑  A causa de la Revolució de 1930, el torneig es va paralitzar i cap equip va ser declarat campió.
3. ↑  El 1975, el torneig s'havia de jugar en un format de triple fase de tots contra tots. Tanmateix, al final de la segona fase de tots contra tots, l'Auto Esporte va impugnar judicialment l'àrbitre d'un dels seus partits. Això va provocar una paralització del campionat, amb la tercera fase de tots contra tots no realitzada i la FPF (Federação Paraibana de Futebol) declarant el Botafogo (guanyador de la primera fase de tots contra tots) i el Treze (guanyador de la segona fase de tots contra tots) campions estatals de 1975.[3]
4. ↑  El 1985, les acusacions de transferències irregulars i diverses interpretacions del reglament del torneig van fer que el Botafogo i el Treze impugnessin judicialment el títol fora dels tribunals de justícia esportiva. El jutge va decidir que el títol havia de ser compartit pels dos clubs, però l'FPF va afirmar que no tenia condicions per declarar cap dels equips campió.[4]

## Títols per equip
- Botafogo Futebol Clube (João Pessoa) 30 títols
- Campinense Clube (Campina Grande) 22 títols
- Treze Futebol Clube (Campina Grande) 17 títols
- Esporte Clube Cabo Branco (João Pessoa) 10 títols
- Auto Esporte Clube (João Pessoa) 6 títols
- Palmeiras Sport Club (João Pessoa) 5 títols
- Sousa Esporte Clube (Sousa) 4 títols
- América Football Club (João Pessoa) 3 títols
- Brasil Foot Club (João Pessoa) 2 títols
- Red Cross Football Club (João Pessoa) 2 títols
- Santa Cruz Recreativo Esporte Clube (Santa Rita) 2 títols
- Clube Ástrea (João Pessoa) 2 títols
- Club Atlético Parahybano (João Pessoa) 1 títol
- Atlético Cajazeirense de Desportos (Cajazeiras) 1 títol
- Confiança Esporte Clube (Sapé) 1 títol
- Colégio Pio X (João Pessoa) 1 títol
- Estrela do Mar Esporte Clube (João Pessoa) 1 títol
- Felipéia Esporte Clube (Bayeux) 1 títol
- Nacional Atlético Clube (Patos) 1 títol
- Paraíba United (João Pessoa) 1 títol
- Parahyba Sport (João Pessoa) 1 títol
- Paraíba Foot-Ball Club (João Pessoa) 1 títol